# Dendroblatta flexivitta
Dendroblatta flexivitta är en kackerlacksart som först beskrevs av Walker, F. 1868.  Dendroblatta flexivitta ingår i släktet Dendroblatta och familjen småkackerlackor. Inga underarter finns listade i Catalogue of Life.